# Phyllomacromia pseudafricana
Phyllomacromia pseudafricana – gatunek ważki z rodziny Macromiidae.